# 会稽郡
会稽郡（かいけい-ぐん）は、中国にかつて存在した郡。秦代から唐代にかけて設置された。
揚州東部の長江下流域に設置され、六朝時代には政治、文化（六朝文化）の中心地として発展した。その領域は時代によって変遷があるが、現在の中華人民共和国浙江省紹興市付近がその中心である。

## 先秦時代
郡名は会稽山による。伝承では夏朝禹の時代には会稽山の名称が使用されていた。禹が死去した地であると記されており、現在も禹を祭った禹王廟が位置する。地名は禹が死去する際、諸侯が一堂に会しその業績を計ったことから「会稽（会計に通じる）」と称されるようになった。
『史記』によれば夏少康の庶子である無余が会稽に封じられ越の始祖になったと伝えられる。春秋時代には越の国都として発展していた。当時、呉と越がこの地域において対立していたが、越王勾践は呉王夫差に敗れて会稽山に逃げ込み、夫差の下僕になるという屈辱的な条件によって和睦し、助命された話が伝わっている（『史記』の越王勾践世家）。後に勾践は夫差を討って呉を滅ぼすのであるが、この話から、敗戦の恥辱や他人から受けた堪え難いほどの辱めを意味する「会稽の恥」という故事成語が生まれている。

## 秦
その後、越は楚に滅ぼされるが、前223年、秦の攻撃を受けた楚は滅亡する。翌年、秦将の王翦により会稽郡が設置され、呉県に郡治が設置された。管轄範囲は呉・越両国の故地であり、現在の江蘇省長江南岸、安徽省南東部、浙江省北部及び上海市西部に相当した。
前221年、全国に36郡を設置した際、会稽郡西部には故鄣郡が設置されている。前210年、始皇帝による会稽巡幸が行われた。
秦末に項羽とその叔父の項梁が隠れ住んでいたのも会稽である。彼らはここで秦が派遣した会稽郡守の殷通を殺害して秦討伐の軍を起こし、咸陽に向けて行軍を開始している。

## 前漢
漢初、会稽郡は呉郡と称された。
前202年、劉邦は韓信を楚王に封じ、秦代の会稽郡・東海郡・泗水郡・薛郡・陳郡に楚国を設置した。しかし翌年には韓信は廃され淮陰侯とされ、代わりに劉賈を荊王とし東陽郡・故鄣郡・呉郡の53県に荊国を設置した。
前196年、劉賈が淮南王英布の兵によって殺害されると、翌年には劉濞が呉王に封じられ荊国の故地を継承している（呉国）。前154年、呉楚七国の乱が発生すると劉濞は敗死、呉国は廃されている。
当時の会稽郡の管轄県は下記の通り
- 呉県
- 曲阿県
- 烏傷県
- 毗陵県
- 余曁県
- 陽羡県
- 諸曁県
- 無錫県
- 山陰県
- 丹徒県
- 余姚県
- 婁県
- 上虞県
- 海塩県
- 剡県
- 由拳県
- 太末県
- 烏程県
- 句章県
- 余杭県
- 鄞県
- 銭唐県
- 鄮県
- 富春県
- 冶県
- 回浦県

## 後漢
後漢が成立すると冶県は東冶県に改められ県西部には侯官県が設置された。
永建年間、陽羡県令であった周嘉等により会稽郡が広大であり地方行政に不便を来たしていると郡の分割が請求された。129年（永建4年）、会稽郡北部の13県に呉郡を設置、それまで郡治が設置されていた呉県が呉郡の管轄となったため郡治は山陰県に移されている。また138年（永和3年）には章安県東甌に永寧県を設置、山陰・鄮・烏傷・諸曁・余曁・太末・上虞・剡・余姚・句章・鄞・章安・東冶・永寧・侯官の15県を管轄するようになった。
192年（初平3年）には新安県・長山県を、195年（興平2年）には呉寧県を、196年（建安元年）には松陽県・建安県・漢興県・南平県を、200年（建安4年）には豊安県を、205年（建安10年）には建平県を、218年（建安23年）には遂昌県及び定陽県を新設し、後漢末には26県を管轄していた。
袁術の部将の孫策が揚州に侵攻すると、会稽太守であった王朗はその攻撃に耐えられずに降伏、以降は孫策が会稽太守を自称した。孫策は後に袁術から自立し後漢朝に帰服を申し出たが、中原の戦乱に苦しむ後漢朝の支配は揚州方面にまでは及ばず、孫策の死後は弟の孫権に会稽太守の地位が継承された。孫権は208年、曹操（魏の武帝）を赤壁の戦いで破り、呉の創始者（大帝）となる。

## 魏晋南北朝
呉の首都は孫権時代に揚州丹陽郡の建業に移ったが、会稽郡は丹陽郡や呉郡と共に三国時代での呉朝の中心的な地域となっていった。また、呉は山越の征伐をたびたび実施し、漢族の支配領域を広めていき、南朝のさきがけとなる。
三国時代には会稽郡に始寧県・永康県が新設された。257年（太平2年）には東部臨海地域に臨海郡を、260年（永安3年）には郡南部に建安郡を、266年（宝鼎元年）には諸曁・剡両県以南に東陽郡を設置した。
魏志倭人伝において倭の位置を示す記述の中で会稽の名が出てくる。そこでは、倭は「計其道里當在會稽東冶之東」(その道里を計るに、まさに会稽、東治の東にあるべし)と記されている。
晋代になると会稽郡の管轄県は山陰・上虞・余姚・句章・鄞・鄮・始寧・剡・諸曁・永興（266年に余曁県より改称）の10県となり、現在の紹興市・寧波市の大部分および杭州市蕭山区一帯となった。
東晋以降も晋制が沿襲名されたが、南朝梁・陳では会稽郡東部に揚州（587年に呉州と改称）が一時的に設置されている。
東晋の書家の王羲之・南朝宋の詩人の謝霊運などがこの地に移住した。謝霊運は、詩作に励んだのみでなく、この地域の農地開発にもつとめた。

## 隋唐
589年（開皇9年）、旧会稽郡は呉州に改編、山陰・上虞・始寧・永興4県を統合し会稽県、余姚・鄞・鄮3県を統合し句章県が設置された。605年（大業元年）に呉州は越州と改称、607年（大業3年）には会稽郡と改められ、会稽・句章・諸曁・剡の4県を管轄した。
唐朝が成立すると621年（武徳4年）、会稽郡が廃止となり越州を再設置、会稽・諸曁・山陰の3県を管轄した。624年（武徳7年）、姚州より余姚県が、その翌年には鄞州の廃止にともない鄮県、嵊州の廃止に伴い剡県が越州に編入されると同時に山陰県が廃止となっている。
677年（儀鳳2年）、会稽県及び諸曁県の一部に永興県（742年に蕭山県と改称）が再設置、686年（垂拱2年）には会稽県より山陰県が分割されている。
742年（天宝元年）、越州は会稽郡と改称され、会稽・山陰・諸曁・余姚・剡・蕭山・上虞の7県を管轄した。758年（乾元元年）に再び越州と改編し会稽郡の行政区画は消滅している。